# Baby Dodds
Warren "Baby" Dodds (New Orleans, 24 december 1898 – Chicago, 14 februari 1959) was een toonaangevende vroege jazzdrummer en een van de eerste drummers wier muziek werd opgenomen.
Baby Dodds (uitgesproken als "dots") was de jongere broer van klarinettist Johnny Dodds. Hij wordt beschouwd als een van de beste vroege jazzdrummers van de prebigbandperiode. Dodds was een van de eerste drummers die improviseerde tijdens opnames. Hij varieerde zijn drumpatronen met accenten en verfraaiingen, en hij speelde de beat aan met de bass drum terwijl hij roffels uitvoerde op de snaredrum. Enkele van zijn vroege invloeden zijn onder meer Louis Cottrell Sr., Harry Zeno, Henry Martin  en Tubby Hall.
Muzikanten en bands waarmee Baby Dodds speelde, waren onder anderen King Oliver’s Creole Jazz Band (vanaf 1922), Louis Armstrong, Jelly Roll Morton, en hij is in de jaren 1920 en 1930 ook te horen op platen met zijn broer Johnny Dodds.
- Bibliothèque nationale de France: cb138933262 (data)
- Gemeinsame Normdatei: 119102986
- International Standard Name Identifier: 0000 0000 8061 0247
- Library of Congress Control Number: n81097885
- MusicBrainz: 5fae9c18-a94f-424e-99e0-2b4cc7be991e
- Nationale Bibliotheek van Tsjechië: ola2002159328
- LIBRIS: 49455
- Système universitaire de documentation: 080539408
- Trove: 1186171
- Virtual International Authority File: 122140647
- WorldCat: E39PCjwGbdTTwVrr7FmkyPMDxC